# HD 115004
Désignations
HD 115004, également désignée HR 4997, est une étoile géante de la constellation boréale des Chiens de chasse. Elle est visible à l'œil nu avec une magnitude apparente de 4,92. L'étoile présente une parallaxe annuelle de 6,90 ± 0,09 mas telle que mesurée par le satellite Gaia, ce qui permet d'en déduire qu'elle est distante de 145 ± 2 pc (∼473 al) de la Terre. Elle se rapproche actuellement du Système solaire à une vitesse radiale héliocentrique de −22 km/s, et elle atteindra une distance minimale d'environ 119,45 pc (∼390 al) dans 1,7 million d'années.
HD 115004 est une étoile géante jaune évoluée de type spectral G8,5 III CN0,5, avec le suffixe « CN0,5 » qui indique que son atmosphère présente une surabondance légère en molécule CN. Elle est très probablement (avec une probabilité de 97 %) sur la branche horizontale. L'étoile est estimée être 3,2 fois plus massive que le Soleil et elle âgée autour de 440 millions d'années. Son rayon est 23 fois plus grand que le rayon solaire, elle est 242 fois plus lumineuse que le Soleil et sa température de surface est de 4 761 K.